# Drosophila kulango
Drosophila kulango är en tvåvingeart som beskrevs av Burla 1954. Drosophila kulango ingår i släktet Drosophila och familjen daggflugor. Inga underarter finns listade i Catalogue of Life.
Artens utbredningsområde är Centralafrika.